# 十六夜だより
「十六夜だより」（いざよいだより）は、1983年にリリースされた三橋美智也のシングル。

## 解説
- 少年時代に三橋のファンであった小椋佳の作品であり、前年の「越後絶唱」に続く歌謡生活30周年記念曲[1]。B面の「匠」は左甚五郎の生涯をテーマにしており、歌詞の中には「眠り猫」や「鶯張り」など甚五郎の作品が登場する。作詞は同年にクラウン専属からフリーとなった星野哲郎が担当したが、三橋唯一の星野作品となった。
- 2017年9月13日に放送されたBS朝日「昭和偉人伝」で三橋の生涯が取り上げられた際、作者の小椋も出演して曲も流された。

## 収録曲
1. 十六夜だより
  - 作詞・作曲:小椋佳／編曲:斉藤恒夫
2. 匠
  - 作詞:星野哲郎／作曲:小椋佳／編曲:斉藤恒夫